# آرثر مورتون (لاعب كرة قدم أمريكية)
آرثر مورتون (بالإنجليزية: Arthur Morton)‏ هو لاعب كرة قدم أمريكية أمريكي، ولد في 12 يونيو 1914، وتوفي في 19 أبريل 1999 في جاكسون في الولايات المتحدة.